# Charles Bouvet
Pour les articles homonymes, voir Charles Bouvet (cyclisme) et Bouvet.
Charles René Clément Bouvet est un musicologue, historien de la musique, chef d'orchestre et violoniste français né le 3 janvier 1858 à Paris et mort le 23 mai 1935 dans cette même ville.

## Biographie
Il fut un disciple d'Eugène Sauzay au Conservatoire de Paris, fit ses débuts de violoniste à la Société des Concerts du Conservatoire, où il dirigea plus tard une série de concerts de chambre. 
De 1903 à 1911, il crée et dirige la Fondation Jean-Sébastien Bach, est archiviste et bibliothécaire de l'Opéra de Paris, secrétaire de la Société française de musicologie et, enfin, administrateur des archives de la bibliothèque et du musée de l'Opéra. 
Il se consacre à la récupération d'œuvres musicales anciennes, pour lesquelles il fonde la collection Bouvet.
Collaborateur des plus importantes revues musicales françaises de son temps, il a écrit plusieurs essais sur François Couperin, Giuseppe Tartini, Francesco Antonio Bonporti, Jules Massenet ou Gaspare Spontini.

## Publications
- Sonate à trois pour violon ou flûte, viole de gambe ou violoncelle et clavecin ou piano, par Jean-Marie Leclair, avec les doigtés, les coups d'archet, les mouvements et la ponctuation qui conviennent à l'interprétation de cette œuvre par Charles Bouvet, réalisation de la basse chiffrée par Joseph Jemain, Paris, Demets, 1905.
- Les Couperin : une dynastie de musiciens français, préface de Charles-Marie Widor, Hildesheim, Heorg Olms Verlag, 1977.
- Cornélie Falcon, Paris, Librairie Félix Alcan, 1927.
- Les Couperin : une dynastie de musiciens français : organistes de l'église Saint-Gervais, préface de Charles-Marie Widor, Paris, Delagrave, 1919.
- Musiciens oubliés, musique retrouvée, documents des XVIe, XVIIe et XVIIIe siècles, publiés sous la direction de Charles Bouvet, Paris, Bossuet.
- Musiciens oubliés, musique retrouvée : nouveaux documents sur les Couperin, Paris, Pierre Bossuet éditeur, 1933.
- Jules Massenet : biographie critique, Paris, Laurens, 1929.
- Une dynastie de musiciens français : les Couperin, organistes de l'église Saint-Gervais, préface de Charles-Marie Widor, Paris, Delagrave, 1919.
- Nicolas Dalayrac : sa vie.
- Gaspare Spontini, Paris, Rieder, 1930.
- La danse classique (école française) : figures, sténochorégraphie, dictionnaire, par Antonine Meunier, préface de Charles Bouvet, Paris, Firmin-Didot, 1931.

## Édition scientifique
- Pièces pour violoncelle et piano, par François Couperin, retrouvées, annotées et révisées par Charles Bouvet, Durand et Fils, 1924.
- Quatre inventions pour violon et piano extraites de La pace, par Francesco Antonio Bonporti, révision par Charles Bouvet, Paris, Durand et Fils, 1919.
- Concerto : pour quatre violons et orchestre à cordes : Si mineur Op. 3 n° 10, d'Antonio Vivaldi, révision et annotations par Charles Bouvet, Paris, Eschig, 1974.
- Pastorale : air sérieux : pour clavecin ou piano, par François Couperin, révision par Charles Bouvet, réalisation de la basse chiffrée par Joseph Jemain, Paris, Demets, 1907.
- Pièces pour violoncelle et piano, par François Couperin, retrouvées, annotées et révisées par Charles Bouvet, Paris, Durand et Fils.